# Automatic Writing
Automatic Writing je první studiové album kalifornské skupiny Ataxia, složené z kytaristy Johna Fruscianteho, baskytaristy Joea Lallyho a bubeníka Joshe Klinghoffera.

## Seznam skladeb
1. Dust
2. Another
3. The Sides
4. Addition
5. Montreal